# Jiekou, Guangdong
Jiekou (kinesiska: 街口) är ett stadsdelsdistrikt (jiedao) i sydöstra Kina. Det ligger i stadsdistriktet Conghua i provinshuvudstaden Guangzhou i provinsen Guangdong, omkring 56 kilometer nordost om centrala Guangzhou. Antalet invånare är 96 846. Befolkningen består av 48 215 kvinnor och 48 631 män. Barn under 15 år utgör 15,0 %, vuxna 15-64 år 78 %, och äldre över 65 år 6,0 %.